# Ambassade d'Équateur au Royaume-Uni
L'ambassade de l'Équateur à Londres est la mission diplomatique de l'Équateur au Royaume-Uni. Résidence de l'ambassadeur de l'Équateur au Royaume-Uni, elle est située dans le quartier de Knightsbridge à Londres, dans le Royal Borough de Kensington et Chelsea, dans un immeuble qui abrite également l' ambassade de Colombie ainsi que quelques appartements résidentiels. Proche de Harrods, Hyde Park et Hans Place, au 3 Hans Crescent à l'intersection avec Basil Street, la station de métro la plus proche est Knightsbridge. Pendant sept ans, l'ambassade a abrité le journaliste et militant australien Julian Assange.

## Fonctions
L'ambassade est chargée de représenter les intérêts du président et du gouvernement de l'Équateur, d'améliorer les relations diplomatiques entre l'Équateur et les pays accrédités, de promouvoir et d'améliorer l'image et la position de l'Équateur dans ces différents pays, de promouvoir la culture de l'Équateur, d'encourager et de faciliter le tourisme vers et depuis l'Équateur, et d’assurer la sécurité des Équatoriens à l'étranger.

## Bâtiment
La structure qui abrite l'ambassade est un bâtiment en briques rouges à façade en stuc blanc dans le quartier de Knightsbridge à Londres. L'ambassade est une suite de pièces occupant une partie du rez-de-chaussée de l'immeuble.

## Refuge de Julian Assange 2012 - 2019
Pendant sept ans, l'ambassade a abrité le journaliste et militant australien Julian Assange, entré initialement le 19 juin 2012 pour demander l'asile diplomatique,, qui lui est accordé par le gouvernement équatorien le 16 août 2012.